# NGC 4119
NGC 4119 est une galaxie lenticulaire située dans la constellation de la Vierge. NGC 4119 a été découverte  par l'astronome germano-britannique William Herschel en 1784.

## Historique des observations
Cette galaxie a de nouveau été observée par Herschel deux mois plus tard, 15 mars 1784, et il ne s'est pas rendu compte qu'il s'agissait de la même galaxie observée en janvier. Cette observation a été inscrite au catalogue NGC sous la cote NGC 4124. Cette galaxie fait l'objet d'une troisième entrée dans un catalogue astronomique de John Dreyer, mais cette fois il s'agit de l'Index Catalogue. En effet, cette galaxie a été observée par l'astronome allemand Arnold Schwassmann le 23 février 1900 et elle a été inscrite à l'Index Catalogue sous la cote IC 3011.

## Caractéristiques
Sa vitesse par rapport au fond diffus cosmologique est de 1 994 ± 24 km/s, ce qui correspond à une distance de Hubble de 29,41 ± 2,09 Mpc (∼95,9 millions d'al).
À ce jour, cinq mesures non basées sur le décalage vers le rouge (redshift) donnent une distance de 10,674 ± 4,141 Mpc (∼34,8 millions d'al), ce qui est à l'extérieur des valeurs de la distance de Hubble. Puisque cette galaxie est relativement rapprochée du Groupe local, cette distance est peut-être plus près de sa distance réelle que la distance de Hubble. Notons que c'est avec la valeur moyenne des mesures indépendantes, lorsqu'elles existent, que la base de données NASA/IPAC calcule le diamètre d'une galaxie.

## Groupe de M60 et l'amas de la Vierge
NGC 4119 apparait dans une liste de 227 galaxies d'un article publié par Abraham Mahtessian en 1998 sous la désignation NGC 4224. Cette liste comporte plus de 200 galaxies du New General Catalogue et une quinzaine de galaxies de l'Index Catalogue. On retrouve dans cette liste 11 galaxies du Catalogue de Messier, soit M49, M58, M60, M61, M84, M85, M87, M88, M91, M99 et M100.
Toutes les galaxies de la liste de Mahtessian ne constituent pas réellement un groupe de galaxies. Ce sont plutôt plusieurs groupes de galaxies qui font tous partie d'un amas galactique, l'amas de la Vierge. Pour éviter la confusion avec l'amas de la Vierge, on peut donner le nom de groupe de M60 à cet ensemble de galaxies, car c'est l'une des plus brillantes de la liste. L'amas de la Vierge est en effet beaucoup plus vaste et compterait environ 1300 galaxies, et possiblement plus de 2000, situées au cœur du superamas de la Vierge, dont fait partie le Groupe local,.
De nombreuses galaxies de la liste de Mahtessian se retrouvent dans onze groupes décrits dans un article d'A.M. Garcia, soit le groupe de NGC 4123 (7 galaxies), le groupe de NGC 4261 (13 galaxies), le groupe de NGC 4235 (29 galaxies), le groupe de M88 (13 galaxies, M88 = NGC 4501), le groupe de NGC 4461 (9 galaxies), le groupe de M61 (32 galaxies, M61 = NGC 4303), le groupe de NGC 4442 (13 galaxies), le groupe de M87 (96 galaxies, M87 = NGC 4486), le groupe de M49 (127 galaxies, M49 = NGC 4472), le groupe de NGC 4535 (14 galaxies) et le groupe de NGC 4753 (15 galaxies). Ces onze groupes font partie de l'amas de la Vierge et ils renferment 396 galaxies. Certaines galaxies de la liste de Mahtessian ne figurent cependant dans aucun des groupes de Garcia et vice versa.